# Мужик Марей
«Мужи́к Маре́й» — краткий рассказ Фёдора Михайловича Достоевского. Впервые опубликован в февральском выпуске «Дневника писателя» за 1876 год (вышел в свет 29 февраля), и составляет третий раздел первой главы «Дневника».

## История создания
Достоевский начинает рассказ о Марее следующими словами:

Но все эти professions de fois я думаю, очень скучно читать, а потому расскажу один анекдот, впрочем, даже и не анекдот; так, одно лишь далёкое воспоминание, которое мне почему-то очень хочется рассказать именно здесь и теперь, в заключение нашего трактата о народе. Мне было тогда всего лишь девять лет от роду… но нет, лучше я начну с того, когда мне было двадцать девять лет от роду.
В 1831 году отец будущего писателя М. А. Достоевский купил в Тульской губернии имение — село Даровое (ныне Московская область).
Фёдор Достоевский впервые приехал в Даровое в апреле 1832 года. Именно тогда, в первый выезд, испугавшегося мальчика Фёдора успокоил седеющий пахарь. Воспоминание об этой сцене лета 1832 года легло в основу рассказа Достоевского «Мужик Марей». Эпизод на каторге относится к Пасхе 1850 года, что было описано в «Записках из Мёртвого дома».